# Samba de Amigo
Samba de Amigo (サンバDEアミーゴ?, Sanba de Amīgo) è un videogioco ritmico originariamente sviluppato dal Sonic Team e pubblicato nel 1999 da Sega per gli arcade, nel 2000 per la console Dreamcast, e sviluppato da Gearbox Software ed Escalation Studios nel 2008 per Wii. Il giocatore utilizza dei controller a forma di maracas con l'obiettivo di eseguire una serie di movimenti mostrati sullo schermo. Supporta uno o due giocatori.
I brani in Samba de Amigo sono tratti principalmente da popolari canzoni latino-americane piuttosto che comuni o tradizionali samba. Il gioco inoltre contiene musiche pop non latine.

## Modalità di gioco

Schermata di Samba de Amigo per Wii. Si notino i sei cerchi distribuiti ad esagono e i due punti blu.

Samba de Amigo viene giocato con un paio di maracas. Al suonare del brano, il giocatore, guidato dalla grafica a video, deve agitare le maracas a diverse altezze seguendo il ritmo della musica, oppure occasionalmente deve fare delle "Pose" con le maracas tenute in varie posizioni. Se il giocatore, rappresentato sullo schermo dalla scimmia Amigo, non fa errori, la scena di fondo attorno a lui (solitamente un concerto o una danza) attrarrà più persone e diverrà più animata; se il giocatore compie diversi errori, i personaggi se ne andranno lasciando da solo il triste Amigo.
Nella modalità di gioco principale, ogni giocatore ha sei cerchi posizionati come in un esagono sullo schermo: due rossi indicano di agitare le maracas in alto, due gialli di agitarle ad un'altezza media e due verdi di agitarle in basso. Alcuni punti blu appaiono al centro della figura e si muovono verso i cerchi; appena questi punti blu toccano uno dei cerchi il giocatore deve agitare una o entrambe maracas in quel punto, a quell'altezza. Per esempio, se un punto blu tocca il cerchio in alto a sinistra, il giocatore deve agitare una o entrambe le maracas al di sopra della sua spalla sinistra. Se entrambe le maracas vengono agitate in quel punto, il giocatore ottiene un bonus "Amigo". Occasionalmente una lunga serie di punti si dirigono verso un cerchio e appare la parola Shake, comunicando al giocatore di continuare ad agitare le maracas rapidamente in quel punto. Alcune volte una figura stilizzata (chiamata Pose) appare sullo schermo tenendo le sue maracas in una certa posizione; il giocatore ha un secondo o due per riprodurre la posa e ottenere punti bonus.

### Modalità
Nel gioco originale per arcade, al giocatore vengono offerti due o tre livelli, in base alle impostazioni scelte. Ogni livello ha tre canzoni da scegliere. Se il giocatore fa abbastanza bene in ogni livello viene abilitato un livello speciale, dove tre delle canzoni più impegnative vengono rese disponibili.
Nella release per Dreamcast, questa versione del gioco è presente come Modalità Arcade. La modalità originale è lo stesso gioco, eccetto che invece del limite di tre canzoni per ogni livello, il giocatore può scegliere tra tutte le canzoni che sono state sbloccate. Inizialmente sono presenti sei canzoni, mentre le altre possono essere sbloccate giocando nelle modalità Arcade e Challenge.
Il gioco per console da casa aggiunge anche un Party Mode, con minigiochi come Guacamole (simile ad "Acchiappa la talpa" e un gioco di parole con il nome inglese "Whack-a-mole"), Strike a Pose (una lunga sequenza di pose da effettuare) e 1-2-Samba (dove i cerchi devono essere colpiti in sequenza). Nel Party Mode è incluso anche il Battle Game, dove due giocatori competono per fare combo e sconfiggere l'avversario, e il Couple Game, dove due giocatori testano la propria "compatibilità". Oltre a ciò, la versione casalinga ha altri contenuti che possono essere sbloccati, come suoni alternativi e canzoni scaricabili.
Infine è stata aggiunta la Challenge Mode, dove il giocatore deve raggiungere specifici obiettivi per poter procedere attraverso i livelli. Questi obiettivi includono ottenere un certo voto o raggiungere un determinato punteggio. Ci sono 25 Challenge in tutto, separate in cinque gruppi.

### Maracas
Nel gioco originale arcade erano presenti dei controller a forma di maracas rosse. Per determinare la posizione di queste maracas venivano utilizzati dei sensori magnetici, ma essendo un metodo costoso lo si è dovuto riprogettare per portarlo sul Dreamcast.
Nella versione per Dreamcast ogni maracas ha una cordicella collegata a una barra poggiata di fronte ai piedi del giocatore. La barra, lunga circa 75 cm, ha due sensori posti alle estremità, e ogni maracas ha un trasmettitore ad ultrasuoni montato sulla propria cordicella; questo permette di triangolare la posizione di ogni maracas. Inoltre la parte che suona può essere svitata dalla cima di ogni maracas per giocare più tranquillamente. Incluso nel box si trova un tappetino in plastica con due impronte marroni, che aiutano il giocatore a posizionarsi correttamente in base alla sensor bar.
Con l'eccezione del seguito del 2000, le maracas non vennero utilizzate per nessun altro videogioco, sebbene si possano usare con Mr Driller di Namco per un controllo approssimativo del personaggio. Una singola maracas può essere usata anche per Cool Cool Toon, prodotto da SNK.
Successivamente sono state prodotte altre maracas come le Cha Cha Amigo Controller.
Nella versione per Wii i giocatore usa il Wii Remote, in combinazione con il Nunchuk o un altro Wii Remote. Opzionalmente sono disponibili anche delle maracas di terze parti non ufficiali.
Nel minigioco in versione flash utilizzato per la promozione del videogioco per Wii, vengono utilizzati i tasti W, D, C, O, J ed N per suonare i tamburi. Nel minigioco si può anche vedere un video che mostra una famiglia mentre gioca alla versione per Wii del gioco.

## Version 2000
Samba de Amigo: Ver. 2000, il seguito di questo gioco, è stato commercializzato in Giappone per arcade e il Dreamcast. Come suggerisce il nome, è più un upgrade che un sequel, e contiene 14 nuove canzoni, come sei nuove canzoni scaricabili per la versione casalinga. Mentre nel gioco originale c'erano solo tre canzoni tra cui scegliere in ogni livello, questa versione permette al giocatore di sceglierne diverse. Originariamente disponibile solo nella versione casalinga, la Couple Mode è inclusa nella versione arcade di Samba de Amigo Ver.2000. Al gruppo dei personaggi si aggiunge Amiga: sorella di Amigo, utilizza un tamburello. Invece nella versione per Dreamcast un gioco di pallavolo sostituisce i minigiochi originali. In più sono stati aggiunti la Survival Mode (dove il giocatore deve terminare in fila più canzoni possibili), cinque nuovi difficili livelli, e nuovi obiettivi nella Challenge Mode.

### "Hustle Mode"
La più significativa aggiunta alla Ver. 2000 è la Nuova Hustle Mode. In questa modalità il giocatore deve seguire i punti e agitare le maracas nella giusta posizione, ma questo è fatta molto meno spesso. Al contrario le pose appaiono frequentemente, e in aggiunta a normali pose statiche, sono state inserite pose che richiedono di eseguire particolari movimenti. Questi movimenti includono agitare una o entrambe le maracas avanti e indietro tra due dei sei cerchi, oppure fare una rotazione completa partendo da un cerchio e ritornare indietro. Tutte le canzoni nel gioco, incluse quelle precedentemente situate nella prima versione, possono essere giocate sia nella Original che nella Hustle Mode.
Samba de Amigo Ver. 2000 venne annunciato per il lancio in Nord America, sotto il nome di Samba de Amigo ver. 2001, ma fu tra i giochi cancellati quando SEGA interruppe il supporto per le sue console.

### Dopo laVer.2000
Quello stesso anno, SEGA ha pubblicato un seguito chiamato Shakatto Tambourine. Era molto simile a Samba de Amigo, eccetto che si giocava con dei tamburi, e includeva popolari canzoni J-Pop. Samba de Amigo è inoltre ritornato sotto forma di una parte di SEGA Superstars per EyeToy e PS2, dove i movimenti del giocatore vengono registrati dalla EyeToy al posto delle maracas originali.

## Versione per Wii

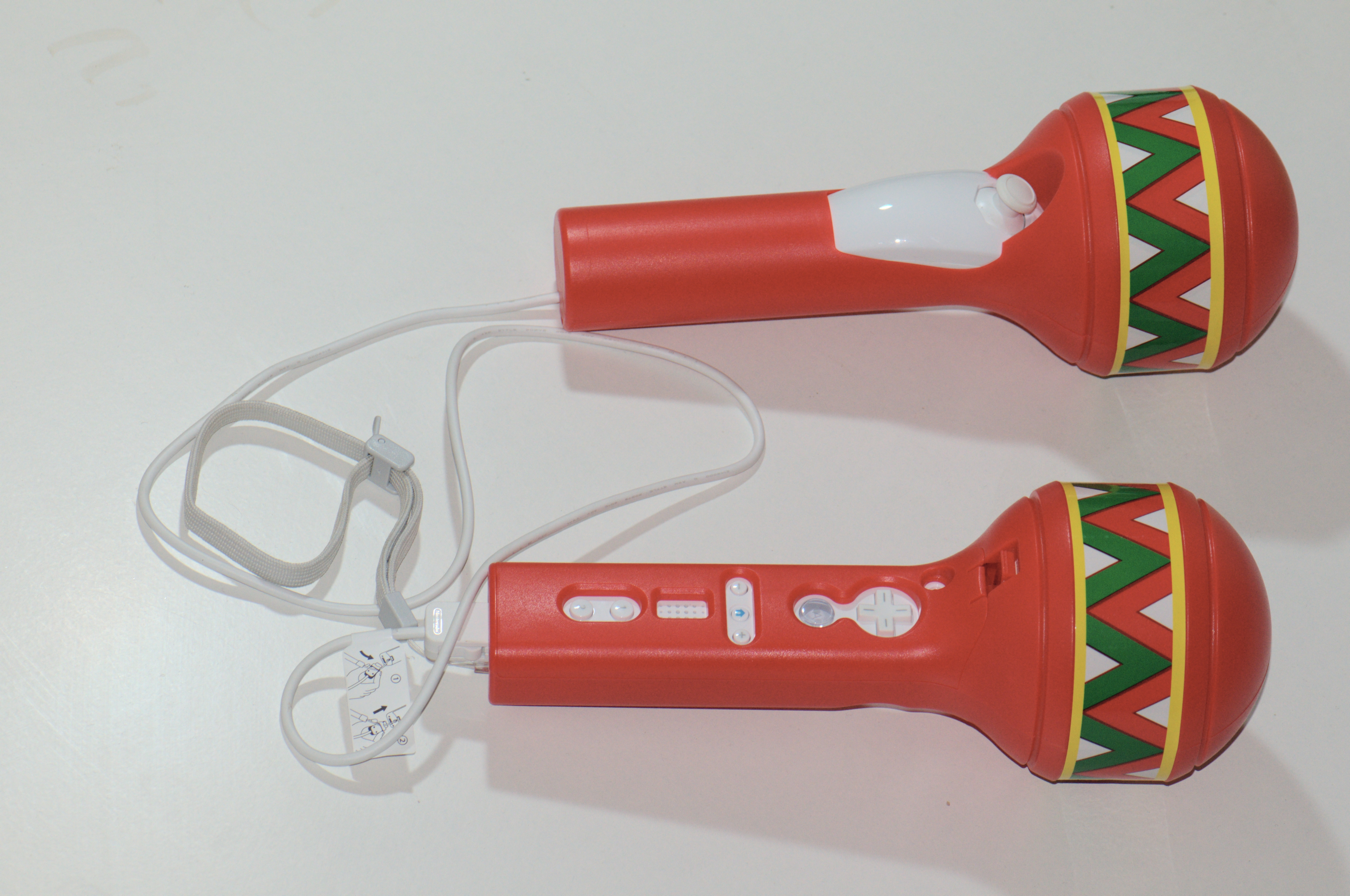
Wiimote e Nunchuck con le apposite estensioni per trasformarle in maracas

Nella metà del 2007, gli sviluppatori veterani della Gearbox Software ebbero l'idea di portare il gioco sulla Wii, e dietro approvazione della SEGA incominciarono i lavori alla nuova versione con l'appoggio del Sonic Team. Le impostazioni di default del gioco utilizzano il Wiimote e il Nunchuk per simulare l'agitare delle maracas del gioco originale, con l'opzione di utilizzare due Wiimote per giocare completamente in wireless. Opzionalmente sono disponibili anche delle maracas in cui inserire il Wii Remote o il Nunchuk per permettere una esperienza più immersiva. A differenza delle maracas per il Dreamcast, che potevano rilevare l'altezza a cui venivano agitate, la Sensor Bar della Wii non ne è capace. Al contrario, l'angolo a cui il Wii Remote viene agitato determina se vengono agitate in alto, in basso o al centro. La rotazione del controller ha anche un certo effetto sul rilevamento della nota, specialmente quando si devono eseguire movimenti incrociati.
Tutti i personaggi e i livelli del gioco originale ritornano con una grafica avanzata. Molte delle aggiunte della Ver.2000 che non erano disponibili ai non giapponesi sono state incluse, come la Hustle Mode e Amiga. Una Career Mode è stata aggiunta esclusivamente per la versione Wii, formata da sfide in cui i giocatori devono completare alcune canzoni per guadagnare contenuti sbloccabili oppure effetti per le maracas e canzoni aggiuntive, mentre sono stati aggiunti livelli basati su altri videogame di SEGA, includendone alcuni basati su Sonic the Hedgehog e Space Channel 5, completandoli con i cameo di rispettivamente Sonic e Ulala. Non tutte le canzoni del videogioco originale si ritrovano in quello per Wii, sebbene siano state incluse molte delle canzoni della Ver.2000 e ne siano state aggiunte 23 di nuove, portando il numero complessivo di canzoni a 44. Il gioco supporta i Mii e li mostra vicino al punteggio del giocatore. La loro espressione cambia in base alla performance ("Bad", "Medium", "Good"). Le classifiche online e le liste di amici permettono inoltre ai giocatori di segnalare i loro migliori punteggi e compararli, ma solo quando viene utilizzato un Mii originale creato dal giocatore. Queste caratteristiche non possono essere quindi usate con Mii ospiti.
In aggiunta sono disponibili canzoni scaricabili. Queste canzoni aggiuntive si trovano in pacchetti da scaricare via Internet. Il primo pacchetto include le canzoni "I Want Candy (cover version)" di Bow Wow Wow, "Are You Gonna Be My Girl?" di Jet e "Mambo Mambo" di Lou Bega, ed erano disponibili al momento della distribuzione del videogioco. I pacchetti download arrivano in set di tre e costano 500 punti Wii. A dicembre 2008 sono stati resi disponibili tre pacchetti per il download.
Samba de Amigo è il primo titolo per Wii a supportare il "Pay and Play" del Nintendo Wi-Fi Connection, preceduto solo da titoli WiiWare.

## Personaggi
- Amigo: È ad oggi uno dei più popolari suonatori di maracas ed è ancora desideroso di diventare sempre più famoso. Con il suo ritmo e anche un po' di fortuna, nulla può frenarlo una volta che ha impugnato le sue maracas. Adora nutrirsi di banane fritte della sua città.
- Amiga: Ha debuttato nel mondo del Pop molto da giovane e ora è una degli idoli di questo genere musicale. È una ragazza precoce che potrebbe sembrare un po' viziata, ma tutti l'adorano per come è. Anche Amigo deve cedere alle pressanti richieste della sorellina. Indossa sempre un fiore rosa datogli in regalo da Amigo. Il suo strumento musicale è il tamburello
- Linda: È una delle più brave ballerine di samba dagli standard professionali molto alti. Ama danzare cercando il ritmo e spesso dice agli altri "Se vuoi farlo, fallo come un professionista!".
- Bingo and Bongo: I due stravaganti orsi gemelli ballerini lavorano in costumi di animali che suonano i tamburi. Bingo è l'orso meccanico blu mentre Bongo quello rosa. Amano gli show comici, e quando Bingo incomincia a fare il pagliaccio, Bongo ne approfitta per farci una risata. Sebbene sembrino piuttosto giovani, il duo è esperto e ha vissuto a lungo in questo ambiente facendo ciò che viene loro naturale. Occasionalmente si azzuffano per un marshsmallow.
- Rio: È un popolare idolo del Pop. Ma una volta che lo si conosce meglio, è effettivamente un bravo ragazzo sempre a caccia dei suoi sogni. Come gesto di scaramanzia mangia anelli di cipolla ogni mattina. Suona una tromba argenata e di solito tiene una rosa in mano. A causa del suo aspetto molti giocatori lo ritengono erroneamente una femmina.
- Chumba and Wamba: Chumba era un boss di una gang di strada che ha cambiato vita per diventare un suonatore di mandolino. Wamba ha un bar, spesso frequentato da Chumba, e diventa un altro ghepardo quando si siede davanti ai suoi congas. Durante il giorno Wamba è felice di servire un rinfrescante frullato tropicale assieme ad alcuni pistacchi. Chumba e Wamba traggono il loro nome dalla band Chumbawamba, la cui canzone Tubthumping è presente nel gioco.
- Mr. Pose: Una figura stilizzata che appare solo durante le istruzioni per il giocatore, sebbene sia un avversario guidato dalla CPU in uno dei minigame.

### Cameo
Amigo appare inoltre in Sonic Pinball Party, Billy Hatcher and the Giant Egg e SEGA Superstars. È giocabile in Sonic Riders: Zero Gravity, SEGA Superstars Tennis e Sonic & SEGA All-Stars Racing. In quest'ultimo Amigo guida un kart a forma di Maracas e la sua mossa All-Star gli permette di formare una colonna con gli altri partecipanti alla gara, che lo seguono ipnotizzati dalla musica, per poi spingerli indietro ed avanzare. Fa inoltre una piccola apparizione sulla copertina del 15º anniversario del fumetto Sonic X e nel percorso SEGA Carnival in Sonic Riders.

## Lista di canzoni
Il gioco originale contiene per la maggior parte canzoni latine, mentre nella Ver.2000 sono state aggiunte canzoni di quel periodo. Infine la versione per Wii ha raddoppiato le tracce, attingendo da entrambi i generi. Le cover per il gioco arcade/Dreamcast sono state fatte dai musicisti interni della SEGA al Wave Master, mentre per quello per Wii sono state fatte dal WaveGroup Sound, il team conosciuto per aver lavorato su cover per diversi giochi come Guitar Hero.
Le righe blu indicano master track. Le righe verdi indicano tracce originali.
| Titolo Canzone                         | Artista                           | Arcade | DC | DC | Ver. 2000 | Wii     | # | Personaggi livello          |
| -------------------------------------- | --------------------------------- | ------ | -- | -- | --------- | ------- | - | --------------------------- |
| Al Compás Del Mambo / Mambo Beat       | Pérez Prado                       | Si     | Si | Si | Si        | Si      | 5 | Amigo e Bingo & Bongo       |
| Arriba Allez                           | Bellini                           |        |    |    |           | Si      | 1 | Amigo e Linda               |
| Aserejé                                | Las Ketchup                       |        |    |    |           | Si      | 1 | Amigo e Bingo & Bongo       |
| Baila Me                               | Gipsy Kings                       |        |    |    |           | Si      | 1 | Amigo e Linda               |
| Bamboleo                               | Gipsy Kings                       |        |    |    | Si        | Si      | 2 | Amigo e Linda               |
| Borriquito                             | Charo                             |        |    |    |           | Si      | 1 | Amigo e Bingo & Bongo       |
| Cha Cha                                | Chelo                             |        |    |    |           | Si      | 1 | Amigo e Bingo & Bongo       |
| Cha Cha Cuba                           | Matt Bianco                       |        |    |    | Si        |         | 1 |                             |
| Como Ves                               | Ozomatli                          |        |    |    |           | Si      | 1 | Amigo, Rio e Chumba & Wamba |
| Conga                                  | Miami Sound Machine               |        |    |    |           | Si      | 1 | Amigo e Amiga (Theme Park)  |
| The Cup of Life                        | Ricky Martin                      | Si     |    | Si | Si        | Si      | 4 | Amigo e Linda               |
| Djobi Djoba                            | Gipsy Kings                       |        |    |    | Si        |         | 1 |                             |
| Do It Well                             | Jennifer Lopez                    |        |    |    |           | Si      | 1 | Amigo e Ulala               |
| El Mambo                               | Solemar                           |        | Si |    |           | Si      | 2 | Amigo e Bingo & Bongo       |
| El Ritmo Tropical (El Bimbo)           | Dixie's Gang                      |        | Si | Si | Si        | Si      | 4 | Amigo                       |
| Games People Play                      | Inner Circle                      |        |    |    | Si        |         | 1 |                             |
| Gonna Fly Now / The Theme of Rocky     | Bill Conti                        |        |    |    | Si        | Si      | 2 | Amigo                       |
| Groove Is in the Heart                 | Deee-Lite                         |        |    |    |           | Si      | 1 | Amigo e Ulala               |
| Hot Hot Hot                            | Arrow                             |        |    |    | Si        | Si      | 2 | Amigo e Amiga (Airship)     |
| Jump in the Line                       | Harry Belafonte                   |        |    |    |           | Si      | 1 | Amigo e Amiga (Theme Park)  |
| La Bamba                               | Ritchie Valens                    | Si     | Si | Si | Si        | Si      | 5 | Amigo, Rio e Chumba & Wamba |
| Livin' la vida loca                    | Ricky Martin                      | Si     |    | Si | Si        | Si      | 4 | Amigo, Rio e Chumba & Wamba |
| "Love Lease"                           | Masao Honda                       | Si     | Si | Si | Si        |         | 4 |                             |
| Low Rider                              | War                               |        |    |    |           | Si      | 1 | Amigo e Sonic               |
| Macarena                               | Los Del Mar                       | Si     | Si | Si | Si        | Si      | 5 | Amigo e Bingo & Bongo       |
| Magalenha                              | Bellini and Mondonca Do Rio       |        |    |    |           | Si      | 1 | Amigo e Amiga (Airship)     |
| Mambo de Verano                        | Wave Master                       |        |    |    | Si        |         | 1 |                             |
| Mambo No. 5                            | Lou Bega                          |        |    |    |           | Si      | 1 | Amigo e Sonic               |
| Mambo No.8                             | Pérez Prado                       |        |    |    |           | Si      | 1 | Amigo e Amiga (Theme Park)  |
| Mas que nada                           | Jorge Ben                         | Si     | Si |    |           | Si      | 3 | Amigo e Bingo & Bongo       |
| Mexican Flyer                          | Ken Woodman                       |        |    |    |           | Si      | 1 | Amigo e Ulala               |
| Oye como va                            | Santana                           |        |    |    |           | Si      | 1 | Amigo e Amiga (Theme Park)  |
| Papa Loves Mambo                       | Perry Como                        |        |    |    |           | Si      | 1 | Amigo e Amiga (Airship)     |
| Pon de Replay                          | Rihanna                           |        |    |    |           | Si      | 1 | Amigo e Amiga (Theme Park)  |
| Ran Kan Kan                            | Tito Puente                       |        |    |    |           | Si      | 1 | Amigo e Amiga (Theme Park)  |
| S.O.S. (The Tiger Took My Family)      | Dr. Bombay                        |        |    |    | Si        |         | 1 |                             |
| Salome                                 | Chayanne                          |        |    |    | Si        | Si      | 2 | Amigo, Rio e Chumba & Wamba |
| Samba de Janeiro                       | Bellini                           | Si     | Si | Si | Si        | Si      | 5 | Amigo e Linda               |
| Samba de Amigo (Samba de Janeiro 2000) | Bellini P.K.G. Production (remix) |        | Si | Si | Si        | Si      | 4 | Amigo e Linda               |
| Smooth                                 | Santana                           |        |    |    |           | Si      | 1 | Amigo, Rio e Chumba & Wamba |
| Solo Tu                                | WaveGroup                         |        |    |    |           | Si      | 1 | Amigo e Amiga (Airship)     |
| Soul Bossa Nova                        | Quincy Jones                      | Si     | Si | Si | Si        | Si      | 5 | Amigo                       |
| (Mucho Mambo) Sway                     | Shaft                             |        |    |    | Si        | [ N 2 ] | 2 | Amigo e Amiga (Airship)     |
| Take on Me                             | Reel Big Fish                     | Si     | Si | Si | Si        | Si      | 5 | Amigo, Rio e Chumba & Wamba |
| Tango With Me                          | WaveGroup                         |        |    |    |           | Si      | 1 | Amigo e Amiga (Airship)     |
| Tequila                                | The Champs                        | Si     | Si | Si | Si        | Si      | 5 | Amigo                       |
| The Theme of Inoki / Ali Bombaye       | Michael Masser                    | Si     | Si | Si | Si        |         | 4 |                             |
| Tout Tout Pour Ma Chérie               | Michel Polnareff                  |        |    |    | Si        |         | 1 |                             |
| Tubthumping                            | Chumbawamba                       | Si     | Si | Si | Si        | Si      | 5 | Amigo e Linda               |
| Un Aguardiente                         | WaveGroup                         |        |    |    |           | Si      | 1 | Amigo e Sonic               |
| Vamos a Carnaval                       | Wave Master                       |        |    |    | Si        | Si      | 2 | Amigo e Amiga (Airship)     |
| Volare                                 | Gipsy Kings                       |        |    |    | Si        | Si      | 2 | Amigo, Rio e Chumba & Wamba |
| Wedding March                          | Felix Mendelssohn                 |        |    |    | Si        | Si      | 2 | Amigo                       |

### Canzoni scaricabili
A partire dal gioco pubblicato per Dreamcast, la connessione internet delle console permette di sbloccare o scaricare canzoni addizionali.

#### Dreamcast
Nei giochi originali per Dreamcast, selezionando l'opzione "Internet" nel menu, il giocatore poteva visitare la home page di Samba de Amigo usando il browser integrato. Qui erano disponibili canzoni da sbloccare, prese da vari videogame della SEGA. Le canzoni non venivano in realtà scaricate; accedendo al sito internet semplicemente si sbloccavano tracce già presenti sul disco.
| Titolo canzone                                 | Gioco                 | Compositore               | Vocalist                                | Solo Ver.2000 |
| ---------------------------------------------- | --------------------- | ------------------------- | --------------------------------------- | ------------- |
| After Burner                                   | After Burner          | Hiroshi "Hiro" Kawaguchi  |                                         |               |
| (Angels With) Burning Hearts                   | Burning Rangers       | Naofumi Hataya            | Dennis St. James                        |               |
| Can You Become Rent-A-Hero For Mankind's Sake? | Rent-A-Hero no.1      | Hiroshi Miyauchi          | Takenobu Mitsuyoshi & Hironobu Kageyama |               |
| Dreams Dreams                                  | Nights into Dreams... | Tomoko Sasaki             | Curtis King Jr. & Dana Calitri          |               |
| It Doesn't Matter                              | Sonic Adventure       | Jun Senoue                | Tony Harnell                            | Si            |
| Lazy Days (Livin' in Paradise)                 | Sonic Adventure       | Jun Senoue                | Ted Poley                               | Si            |
| Let Mom Sleep                                  | Jet Set Radio         | Hideki Naganuma           |                                         | Si            |
| Let's Go Away                                  | Daytona USA           | Takenobu Mitsuyoshi       | Eric Martin                             | Si            |
| Magical Sound Shower                           | Out Run               | Hiroshi "Hiro" Kawaguchi  |                                         |               |
| My Sweet Passion                               | Sonic Adventure       | Fumie Kumatani            | Nikki Gregoroff                         | Si            |
| Opa-Opa!                                       | Fantasy Zone          | Hiroshi "Hiro" Kawaguchi  |                                         |               |
| Open Your Heart                                | Sonic Adventure       | Jun Senoue, Kenichi Tokoi | Johnny Gioeli (Crush 40)                |               |
| Sonic - You Can Do Anything                    | Sonic the Hedgehog CD | Masafumi Ogata            | Keiko Utoku                             |               |
| Super Sonic Racing                             | Sonic R               | Richard Jacques           | T.J. Davis                              |               |
| We Are Burning Rangers                         | Burning Rangers       | Naofumi Hataya            | Marlon D. Saunders                      | Si            |

#### Wii
Diversamente dai giochi per Dreamcast, i contenuti scaricabili per la versione Wii sono a pagamento e includono master track di canzoni conosciute, disponibili in pacchetti da tre. Questi sono download reali, salvati nella memoria interna del Wii. A partire dalla pubblicazione del gioco a settembre sono stati resi disponibili tre pacchetti.
| Titolo canzone           | Artista               | Data distribuzione | Personaggi livello             |
| ------------------------ | --------------------- | ------------------ | ------------------------------ |
| Are You Gonna Be My Girl | Jet                   | September 23, 2008 | Amigo, Rio, and Chumba & Wamba |
| I Want Candy             | Bow Wow Wow           | September 23, 2008 | Amigo and Amiga (Theme Park)   |
| Mambo Mambo              | Lou Bega              | September 23, 2008 | Amigo and Bingo & Bongo        |
| Love Shack               | The B-52's            | November 8, 2008   | Amigo and Ulala                |
| Walking on Sunshine      | Katrina and the Waves | November 8, 2008   | Amigo and Amiga (Airship)      |
| Can't Stop               | Ozomatli              | November 8, 2008   | Amigo and Linda                |
| Jerk It Out              | Caesars               | December 21, 2008  | Amigo                          |
| Mickey                   | Toni Basil            | December 21, 2008  | Amigo and Amiga (Theme Park)   |
| The Rockafeller Skank    | Fatboy Slim           | December 21, 2008  | Amigo and Sonic                |

## Accoglienza
| Testata                          | Versione | Giudizio |
| -------------------------------- | -------- | -------- |
| Metacritic (media al 10-03-2024) | DC       | 89/100   |
| Metacritic (media al 10-03-2024) | Wii      | 68/100   |
| IGN                              | Wii      | 7.9/10   |
| GameSpy                          | Wii      | 3.5/5    |
| GameSpot                         | DC       | 9/10     |
| VideoGamer.com                   | Wii      | 7/10     |
| SpazioGames.it                   | Wii      | 6,7/10   |
| Multiplayer.it                   | Wii      | 6,9/10   |
| Everyeye.it                      | Wii      | 6/10     |
| Eurogamer (ITA)                  | Wii      | 6/10     |
| Wiitalia.it                      | Wii      | 6.5/10   |

La versione per Dreamcast del videogioco ha ricevuto critiche nel complesso positive, ottenendo una media dell'89% da Metacritic. Le recensioni lo hanno lodato per il gameplay unico e immersivo, mentre la critica più comune è stata riguardo a come il gioco non riesca a divertire senza le costose maracas. In aggiunta Samba de Amigo ha vinto i seguenti premi: E3 2000 Game Critics Award: Miglior Puzzle Game/Trivia/Parlor Game, GameSpot's Best and Worst of the Year: Miglior Puzzle Game per console, 2000 e 1st Annual Game Developers Choice Awards: nomination per l'Eccellenza nell'Audio award e un Game Spotlight award.

### Versione per Wii
Il gioco ha ricevuto critiche in generale discordanti. Per SpazioGames.it è divertente ma i controlli sono lenti e imprecisi. Per Multiplayer.it e Wiitalia.it appassiona e l'impianto di gioco è collaudato, ma i controlli sono imprecisi, rendendo probabile un senso di frustrazione da parte del giocatore. Secondo Everyeye.it la curva di apprendimento del gameplay è molto ripida e serve molto allenamento per godere appieno del gioco, rendendo difficile ai disimpegnati potersi divertire, ed etichettando il gioco come una versione "diluita" della versione per Dreamcast.

## Sequel
Un Sequel per Nintendo Switch, intitolato Samba de Amigo: Party Central e incentrato sul multiplayer, è stato pubblicato il 29 agosto 2023.